# Psilochorus bantus
Psilochorus bantus är en spindelart som beskrevs av Chamberlin och Ivie 1942. Psilochorus bantus ingår i släktet Psilochorus och familjen dallerspindlar. Inga underarter finns listade i Catalogue of Life.